# Martin Kontra
Martin Kontra (25. ledna 1929 Turčok – 3. dubna 1995 Bratislava) byl slovenský vysokoškolský pedagog, po sametové revoluci československý politik za Verejnosť proti násiliu, později za Hnutí za demokratické Slovensko, poslanec Sněmovny národů a Sněmovny lidu Federálního shromáždění. V 90. letech velvyslanec Slovenska v Itálii.

## Biografie
V roce 1952 absolvoval Právnickou fakultu Univerzity Komenského v Bratislavě. Zde působil do roku 1971. V roce 1964 prodělal studijní pobyt v Itálii. V letech 1972–1976 pracoval ve Výzkumném ústavu místního hospodářství v Bratislavě, v letech 1977–1990 na Fakultě ekonomických služeb a cestovního ruchu Vysoké školy ekonomické Bratislava v Banské Bystrici. Od roku 1990 vyučoval na Katedře teorie a dějin žurnalistiky na Filozofické fakultě Univerzity Komenského v Bratislavě. Publikoval přes 40 odborných článků a studií.
K roku 1990 je profesně uváděn jako vyučující na Fakultě ekonomických služeb a cestovního ruchu Vysoké školy ekonomické Bratislava v Banské Bystrici.
V lednu 1990 nastoupil jako poslanec za hnutí Verejnosť proti násiliu v rámci procesu kooptací do Federálního shromáždění po sametové revoluci do slovenské části Sněmovny národů (volební obvod č. 130 - Bardejov, Východoslovenský kraj). Mandát obhájil za VPN ve volbách roku 1990. V roce 1991 patřil mezi zakládající členy HZDS, které vzniklo rozštěpením VPN, a přešel do poslaneckého klubu HZDS. Ve volbách roku 1992 byl za HZDS zvolen do Sněmovny lidu. Zde setrval do zániku Československa v prosinci 1992.
V období září – prosinec 1992 zasedal za Československo v Rady Evropy.
Po vzniku samostatného Slovenska se stal v lednu 1993 velvyslancem SR v Itálii. Zemřel v Bratislavě během porady slovenských diplomatů. Příčinou úmrtí bylo srdeční selhání.